# Walter Brugger (Jurist)
Walter Brugger (* 20. Februar 1954 in Wien) ist ein österreichischer Jurist und Fachbuchautor.

## Werdegang
Nach Besuch der Volksschule besuchte Brugger das Gymnasium Stubenbastei und maturierte dort im Jahre 1972. Anschließend studierte er Rechtswissenschaften an der Universität Wien und wurde 1978 zum Dr. iur. promoviert. Seit 1983 ist er als Rechtsanwalt tätig und auch Gründungspartner der Rechtsanwaltskanzlei DORDA BRUGGER JORDIS, die er auch organisatorisch aufgebaut hat. Seine Fachgebiete sind Unternehmens- und Kartellrecht.
Im Jahre 2009 verlieh ihm die Technische Universität Wien die universitäre Lehrbefugnis (venia docendi) als Honorarprofessor für die Fachbereiche Unternehmenserwerb und Wettbewerb. Er lehrt – unter anderem – Wettbewerbsrecht (insbesondere Kartellrecht) am Institut für Managementwissenschaften der TU Wien. 2007–2009 war er auch Vortragender beim postgradualen Masterprogramm „Executive MBA Mergers & Acquisitions“ der Universität Wien und TU Wien. Er ist weiters Vortragender an der Donau-Universität Krems und an der Anwaltsakademie für M&A und hält Fachseminare und Vorlesungen, auch zur postgradualen Fortbildung, zum Wettbewerbsrecht, Gesellschaftsrecht und zu Unternehmenskaufverträgen.

## Veröffentlichungen (Auswahl)
(Quelle:)
- „38 UGB. Unternehmensübergang: Übernahme der Rechtsverhältnisse des Veräußerers durch den Erwerber, Haftung von Veräußerer und Erwerber“ in: Straube/Ratka/Rauter (Hrsg.), Wiener Kommentar zum Unternehmensgesetzbuch (Band I; 63 Seiten), 4. Auflage, Verlag Manz 2024, ISBN 978-3-214-24727-9
- „Organhaftung bei M&A“ in: Harrer/Neumayr/Told (Hrsg.): Organhaftung Verlag Österreich, Wien 2022, ISBN 978-3-7046-8899-6
- „Der Brexit vernichtet die Limited in Österreich – Aber es gibt Auswege“ (zu den gesellschaftsrechtlichen Folgen eines „Hard Brexit“)[17]
- „Einführung in das Wirtschaftsrecht: Kurzlehrbuch“; (ergänzte 3. Auflage 2016, 168 Seiten); ISBN 978-3-7412-4128-4; ergänzte 4. Auflage 2018, ISBN 978-3-7528-6679-7; ergänzte und aktualisierte 5. Auflage 2021, ISBN 978-3-7543-7494-8
- Unternehmenserwerb. Manz’sche Verlags- und Universitätsbuchhandlung, Wien 2014, ISBN 978-3-214-05923-1.[18]; 2. (erheblich erweiterte) Auflage Wien 2020, ISBN 978-3-214-05924-8[19]. Dazu Buchbesprechung[20] von Susanne Kalss.
- Die erfolgreiche Berufung im Zivilprozess. Manz’sche Verlags- und Universitätsbuchhandlung, 1. Auflage Wien 2012, ISBN 978-3-214-00745-4.[21] 2. Auflage Wien 2015, ISBN 978-3-214-00978-6[22]; 3. Auflage 2022, ISBN 978-3-214-02643-1[23]
- Unternehmenserwerb (Leitfaden für die Praxis) Acquisition of Business Enterprises. Manz’sche Verlags- und Universitätsbuchhandlung, Wien 1990, ISBN 3-214-06098-8.
- Die inländische Zweigniederlassung einer ausländischen GmbH (samt internationalem Gesellschaftsrecht). In: M. Gruber, F. Harrer (Hrsg.): GmbHG. Linde Verlag, Wien 2014, ISBN 978-3-7073-1030-6, S. 1955–2001. 2. Auflage, (Linde 2018), Seiten 8–9 und 2145–2197, ISBN 978-3-7073-3352-7
- mit Alexander Schopper: Die Nachschüsse. In: M. Straube (Hrsg.): GmbHG Wiener Kommentar. Manz’sche Verlags- und Universitätsbuchhandlung, Wien 2009, ISBN 978-3-214-17838-3, S. 5–33. Neuauflage Wien 2015: ISBN 978-3-214-17899-4. 3. Auflage Wien 2022.
- Acquisition of Business Enterprises in Austria. In: Kanji Ishizumi: International Acquisition Handbook. Toyo Keizai Inc, Tokyo 1987, ISBN 4-492-55129-8, S. 305–329.